# Atombomberne over Hiroshima og Nagasaki
Atombomberne over Hiroshima og Nagasaki var de to atombomber, der blev kastet over de japanske byer Hiroshima og Nagasaki den 6. og 9. august 1945 af den amerikanske hærs flystyrker. Bomberne havde hver en sprængkraft svarende til 15-20.000 tons konventionelt sprængstof, TNT. Det samlede tab af menneskeliv for de to byer over de første fire måneder opgøres til mellem 150.000 og 250.000 personer, både som direkte følge af brande og trykbølgens fysiske ødelæggelser, og som følge af ubehandlede skader og strålesyge.
Hos de overlevende er der observeret en forhøjet risiko for kræft på op til 0,5 %, andre DNA-mutationer og en dødelighed som er 4,3 – 7,2 % højere end i den generelle befolkning. Overlevende af atombomberne kaldes i Japan for hibakusha, et ord der direkte kan oversættes som mennesker påvirket af bombe. Bombningerne er første og eneste gang, at atomvåben er blevet brugt i krig.

## Baggrund
En af begrundelserne for at bruge atombomberne var at tvinge japanerne til at overgive sig betingelsesløst. Om end mange ledende personer i Japan overvejede kapitulation, var de ikke indstillet på at gøre det uden betingelser som krævet i Cairo- og senere Potsdam-erklæringen, se nedenfor. Den 15. august, dvs. henholdsvis ni og seks dage efter sprængningerne over Hiroshima og Nagasaki, talte kejser Hirohito til nationen og den 17. august til de væbnede styrker. Ingen af stederne bruges udtrykket betingelsesløs kapitulation. Den 2. september underskrev Japan formelt kravet om betingelsesløs kapitulation på det amerikanske slagskib USS Missouri.
Beslutningen om at bruge den atombombe, der blev udviklet og prøvesprængt den 16. juli i Los Alamos i New Mexicos ørken – Trinitytesten – under det tophemmelige Manhattan-projekt, blev truffet under, men ikke direkte af præsident Harry S. Truman efter, at USA havde været direkte involveret i krigen i 3½ år og omkring 120.000 amerikanere var blevet dræbt i konflikten. Det amerikanske militær havde en liste over mulige mål: Kyoto, Hiroshima, Yokohama, Kokura, Niigata, og muligvis kejserpaladset i Tokyo. Japans tidligere hovedstad Kyoto, der rummede en række bygninger af kulturel værdi, opgives som mål efter direkte indgriben fra forsvarsminister Henry L. Stimson og præsident Truman af frygt for international fordømmelse.

## Hiroshima
Mod slutningen af krigen var Hiroshima af stor militær betydning: Her var hovedkvarteret for Japans anden armé og feltmarskal Hata Shunrokus arméhovedkvarter, som ledede forsvaret af de sydlige japanske hovedøer. Byen var et kommunikationscenter, og center for opmagasinering af materiel og tropper, men kun af mindre industriel betydning. Byen havde ikke tidligere været mål for bombeangreb, så her var muligheden for at vurdere "ødelæggelseskraften" i det nye våben.
I bymidten lå et antal forstærkede betonbygninger mellem "normale" huse, og områderne udenfor centrum var tæt bebygget med træhuse med tag af tegl. I udkanten af byen lå nogle få industrianlæg, som for manges vedkommende også var opført i træ. Byen var altså som helhed betragtet temmelig sårbar overfor brand.
Befolkningstallet havde tidligere i krigsårene toppet ved over 380.000 indbyggere, men fordi regeringen havde beordret en evakuering af byen var indbyggertallet i august 1945 på hen ved 255.000.

### Bombningen
Hiroshima var det primære mål for det første atomangreb den 6. august. Det sekundære mål var Kokura og Nagasaki var det tertiære mål. Tre vejrfly (B-29), med navne som Straight Flush og Full House, undersøgte målene og vejret over Hiroshima var godt nok. B-29-flyet Enola Gay bar uranbomben Little Boy og havde oberstløjtnant Paul Tibbets som chef. To andre B-29-fly fulgte Enola Gay – det var The Great Artiste udstyret med fysiske måleinstrumenter og Necessary Evil med fotografer og observatører. Af sikkerhedshensyn var bomben ikke armeret da flyet lettede, men blev armeret af kommandør William Parsons da flyet var kommet sikkert i luften. Hele missionen foregik som planlagt ned til mindste detalje, og bomben med dens kerne af 60 kilogram uran-235 fungerede som forventet.
Ca. en time før angrebet fandt sted, havde japanernes varslings-netværk af radarer opdaget nogle amerikanske fly der var på vej mod det sydlige Japan. Befolkningen blev alarmeret, radiostationerne indstillede deres transmissioner i et antal byer, herunder Hiroshima. Flyene nærmede sig kysten i stor højde. Omkring kl. 8 stod det klart for radaroperatørerne at der var tale om temmelig få fly, sikkert ikke flere end tre, så luftalarmen blev afblæst. Der blev udsendt en "standard-advarsel" om at gå i dækning hvis man fik øje på B-29 bombefly, men man forventede at der var tale om en rekognosceringsflyvning. Kl. 8:15 blev Little Boy kastet fra bombeflyet Enola Gay over det centrale Hiroshima. Bomben eksploderede 580 meter over terrænet med en sprængkraft svarende til 13.000 tons TNT og slog øjeblikkeligt 35.000 – 60.000 civile ihjel.

### Japanernes reaktion
Lederen i Tokyos central for det japanske sendenet opdagede, at senderen i Hiroshima var ude af drift. Han prøvede at få radiostationen "i luften" igen ved at bruge en telefonforbindelse, men den virkede heller ikke. Tyve minutter senere gik det op for centeret i Tokyos jernbanetelegraf, at hovedlinjen var holdt op med at fungere et sted lige nord for Hiroshima. Fra små jernbanestationer indenfor 16 kilometer fra Hiroshima kom uofficielle og usammenhængende meldinger om en forfærdelig eksplosion i Hiroshima. Alle disse rapporter blev sendt til den japanske generalstabs hovedkvarter.
Hovedkvarteret i Tokyo forsøgte at kontakte kontrolenheden i Hiroshima. Stilheden i den anden ende forbavsede folkene i Tokyo, for de mente at vide at der ikke kunne forekomme et storstilet angreb på Hiroshima på det tidspunkt i krigen. En ung officer fik besked på at flyve til Hiroshima, lande, undersøge skaderne, og så vende tilbage for at aflægge en pålidelig rapport. I Tokyo-hovedkvarteret mente man at der måtte være tale om vildt overdrevne rygter med temmelig lidt hold i virkeligheden.
Efter ca. 3 timers flyvning var den unge officer stadigvæk ca. 160 kilometer fra bymidten, men derfra kunne officeren og piloten se røgskyen fra den brændende by stige op i den klare eftermiddagssol. Flyet nåede ind over byen og cirklede rundt over et gigantisk "ar" i landskabet hvor alting brændte, dækket af en tæt røgsky. De landede syd for byen, og efter at have rapporteret til Tokyo begyndte officeren straks at organisere hjælp til de nødlidende beboere.
Den første melding som Tokyo modtog om hvad der virkelig var sket, kom 16 timer efter eksplosionen i form af en offentlig meddelelse fra Washington.
Med til billedet hører også, at de fleste af Hiroshimas industrianlæg, der lå i byens udkant, ikke blev berørt af bomben og kunne fortsætte deres bidrag til krigsindsatsen. Den 7. august udstedte Hiroshimas områdeguvenør en erklæring for ”byens genopbygning og en forstærket kampvilje mod de amerikanske djævle”. For at styrke kampmoralen blev 200.000 aviser bragt ind dagligt til erstatning for de ødelagte trykkerier.

### Bygninger der "overlevede"
Da Japan ofte er udsat for jordskælv, er og var mange bygninger temmelig solidt konstrueret: Denne solide byggestandard er utvivlsomt en stor del af forklaringen på hvorfor de bærende dele i visse bygninger nær ved eksplosionen ikke brød sammen. Bygninger, som lå mere eller mindre direkte under eksplosionen, blev ramt af en trykbølge der bevægede sig oppefra og ned, frem for den overvejende vandrette trykbølge der ramte og væltede bygningerne uden om sprængningsstedet.
En af de mest berømte bygninger der blev stående efter eksplosionen, er den regionale industri-udstillingshal; en bygning med et kuppeltag, tegnet af den tjekkiske arkitekt Jan Letzel: Ruinen er blevet Hiroshimas monument for freden, og blev i 1996 optaget på UNESCOs verdensarvsliste, i øvrigt under protester fra USA og Kina.

## Nagasaki
Nagasaki var en af de største havnebyer i det sydlige Japan, og af stor betydning for den japanske krigsindsats på grund af de mange industrier i byen: Her fremstillede man ammunition, skibe og meget andet militært udstyr. I dag er Nagasaki en moderne storby, men mod slutningen af krigen bestod byen næsten alene af traditionelle japanske huse, med bærende struktur af træ og et solidt tegltag ovenpå — velegnet til at modstå de tyfoner der ofte rammer landet, men ikke videre modstandsdygtigt over for eksplosioner. Byen havde fået lov til at vokse uden nogen egentlig byplanlægning, så beboelse, industri og forretninger lå meget tæt på hinanden, side om side i hele byen.
Nagasaki havde ikke oplevet bombeangreb i større stil før atombomben. Den 1. august havde der været et angreb med konventionelle, højeksplosive bomber, som blandt andet havde ramt et hospital. Skaderne var relativt begrænsede, men vakte alligevel bekymring nok til, at en del beboere, primært skolebørn, var blevet evakueret til landbrugsområderne udenfor byen.

### Bombningen
Om morgenen den 9. august lettede en B-29 Superfortress kaldet Bockscar med major Charles W. Sweeney ved styrepinden, og en atombombe kaldet Fat Man ("fed mand") i lasten. Deres primære mål var byen Kokura, men den var skjult af skyer. Efter tre overflyvninger og mindre brændstof i tankene end planlagt på grund af problemer med at tanke flyet, satte besætningen kurs mod deres sekundære mål, Nagasaki. Cirka kl. 7:50 lokal tid var luftalarmen gået i gang, men alarmen blev afblæst igen kl. 8:30, og da man kl. 10:53 kun havde set to B-29 Superfortress-fly, formodede japanerne igen at der blot var tale om rekognoscering, så der blev ikke udsendt flere alarmeringer.
Få minutter senere kastede følgeflyet The Great Artiste en faldskærms-båren instrumentpakke, forsynet med et brev til professor Ryokochi Sagane, der havde studeret sammen med tre af de forskere der udviklede USA's atombombe, om at advare sine landsmænd om faren ved disse masseødelæggelsesvåben. Dette brev blev dog først fundet efter krigens afslutning.
Kl. 11:02 tillod en åbning i skydækket bombeskytten kaptajn Kermit Beahan at få Nagasaki i bombesigtet som han havde fået besked på. Bomben, med en kerne af 8 kilogram plutonium-239, eksploderede 469 meter over byens industriområde, omtrent midtvejs mellem Mitsubishis stål- og våbenfabrik og samme virksomheds torpedofabrik — byens to primære militære mål.
Cirka 75.000 af Nagasakis 240.000 indbyggere blev dræbt øjeblikkeligt, og mindst lige så mange omkom senere af skader og strålesyge. Visse kilder taler dog om hvordan Nagasakis befolkning på en brøkdel af et sekund blev reduceret fra 422.000 til 383.000, svarende til 39.000 døde. Medregnet de der døde siden hen som følge af kræftfremkaldende radioaktive stoffer menes tabstallet at være mindst 100.000[kilde mangler].

## Den tredje bombe
Den tredje atombombe ville være klar den 19. august med Tokyo som det sandsynligste mål, men præsident Truman udskød på et kabinetsmøde den 10. august beslutningen i mindst tre dage, muligvis på ubestemt tid. Se nedenfor. Det ville have været en plutoniumbombe a la Nagasakibomben. En 4. bombe ville først være klar i september, hvorefter USA kunne fremstille 2-3 bomber hver måned. US Armys chef George Marshall mente, at man burde overveje at tilbageholde de producerede atombomber til taktisk anvendelse mod fjendtlige styrker i forbindelse med den planlagte invasion af Kyushu 1. november. Marshall tog udgangspunkt i et tidligere notat fra general for ingeniørtropperne Leslie Groves, som havde overværet Trinitytesten og fastslog, at kun 30 minutter efter, at en atombombe var kastet, kunne de amerikanske styrker rykke ind i eksplosionszonen. Flere kilder har efterfølgende fremhævet Groves' notat som eksempel på den ufuldstændige viden, som man på det tidspunkt havde om atombombens natur.

## Virkning og eftervirkninger
Det samlede tab af menneskeliv for de to byer over de første fire måneder opgøres til mellem 150.000 og 250.000 personer. Japan havde indført tvangsarbejdere fra det besatte Korea og det skønnes, at en ud af syv dræbte i Hiroshima var koreanere, der blandt andet arbejdede på Mitsubishi-skibsværftet i byens centrum.
Lige efter angrebene antændte den intense hede fra eksplosionerne hele bydele af træhuse. De som overlevede selve bomben og den efterfølgende brand, oplevede både umiddelbare og langsigtede eftervirkninger. I Japan omtaler man folk med skader fra atombomberne som Hibakusha (被爆者), og denne gruppe oplever problemer med social udstødelse.
Strålesyge slog 60.000 Hiroshima-borgere ihjel inden udgangen af året, men i modsætning til almindelig opfattelse har ingen af de børn, som blev født af overlevende efter angrebet, tegn på misdannelser. Brandsår fra hændelsen, som for længst så helede ud, kunne pludselig svulme op og danne arvæv[kilde mangler], og fra omkring 1950 skød antallet af leukæmi-tilfælde (blodkræft) i vejret, og fra 1955 steg forekomsten af flere andre kræftformer, herunder brystkræft, lungekræft og kræft i skjoldbruskkirtlen.
Radiation Effects Research Foundation er en fælles japansk-amerikansk forskningsinstitution, der stadig overvåger ofrene og deres efterkommere for atombomberne.

## Mindesparken i Hiroshima
Selve byerne blev genopbygget, og præges i dag af moderne japansk arkitektur. Men en del af de gamle ruiner er bevaret som et mindesmærke over atomangrebene, og for freden. Der findes også et museum der dokumenterer bomberne, og foran dette et parkanlæg med en flamme, der vil brænde, indtil den sidste atombombe i verdens våbenarsenaler er demonteret. Et af mindesmærkerne bærer inskriptionen "Hvil i fred, for fejtagelsen vil aldrig blive gentaget." Der er også et monument for de mange koreanerne, der omkom i angrebet.

## Atomic Bomb Casualty Commission - ABCC
Atomic Bomb Casualty Commission (kommission for atom-bombens ofre) var en kommission, der blev oprettet i 1946 i overensstemmelse med en præsidentiel direktiv fra Harry S. Truman. Kommissionens eneste formål var at forske i overlevende fra atombombardementer, fordi de troede, at de ikke ville få en ny chance, før der opstod en ny verdenskrig. Derfor undersøgte denne kommission helbredet for Hibakusha, men behandlede dem ikke. De amerikanske ledere betragtede behandlingen af Hibakusha som en anerkendelse af ansvaret for deres skader. Som følge heraf følte Hibakusha sig behandlet som forsøgsdyr af ABCC-kommissionen.
ABCC-kommissionen fokuserede sig også på Nishiyama  distriktet i Nagasaki. Mellem hypocentret og Nishiyama lå der bjerge, hvilket betød, at strålingen og varmen fra eksplosionen ikke kunne nå direkte til Nishiyama, og der var heller ingen skader. Men på grund af nedadstigende aske og regn viste det sig, at der stadig var meget stråling til stede. Derfor blev der efter krigen udført sundhedsundersøgelser uden at informere befolkningen om formålet med dem. Oprindeligt blev undersøgelsen i Nishiyama udført af den amerikanske hær, men senere blev det overdraget til ABCC-kommissionen.
Et par måneder efter atombombardementerne viste folk i Nishiyama en betydelig stigning i antallet af hvide blodlegemer. Hos dyr kan leukæmi opstå efter eksponering af hele kroppen, så man ville undersøge, hvad der sker hos mennesker. Der blev også konstateret osteosarkom hos mennesker efter oral indtagelse af radioaktivt materiale. Ifølge den rapport, som ABCC-kommissionen havde skrevet, var beboerne i Nishiyama-distriktet, som ikke var direkte ramt af atombombardementerne, en ideel befolkning til at observere virkningerne af reststråling.
USA fortsatte undersøgelsen af reststråling, efter at Japan blev uafhængigt, men resultaterne blev aldrig videreformidlet til beboerne i Nishiyama. Som følge heraf fortsatte beboerne med at drive landbrug efter Anden Verdenskrig, og antallet af leukæmipatienter steg, og flere mennesker døde.
Efter atombombardementerne ønskede japanske videnskabsfolk at udføre forskning for at hjælpe hibakusha med at helbrede, men SCAP tillod ikke japanerne at udføre forskning om atombombens skader. Især var reglerne indtil 1946 strenge, hvilket førte til flere dødsfald på grund af stråling.
Hvis Hibakusha nægtede at gennemgå rutinemæssige medicinske undersøgelser, truede ABCC med at stille dem for krigsret for krigsforbrydelser. Derudover, hvis Hibakusha døde, besøgte ABCC personligt deres hjem og fjernede deres lig for obduktion. ABCC-kommissionen forsøgte også at tage ligene af en dødfødt tvilling med til undersøgelse. Det antages, at mindst 1.500 organer blev sendt til Armed Forces Institute of Pathology i Washington.

## Betydning
Det er en af efterkrigstidens myter, at atombombningen af Japan havde betydning for landets overgivelse. Flere kilder antyder det modsatte.
I dokumentet United States Stratetic Bombing Survey, fra juli, 1946  hedder det: ”Baseret på Rådets indgående undersøgelse af alle fakta, herunder vidnesbyrd fra de overlevende japanske ledere, er det Rådets opfattelse, at Japan ville have kapituleret med stor sandsynlighed inden 1. november 1945 og med sikkerhed inden 1. december, selv uden anvendelse af atomvåben, selv uden Sovjetunionens indtræden i krigen og selv uden at en amerikansk invasion (af øriget) var planlagt eller effektueret.”
Den amerikansk-japanske historiker Tsuyoshi Hasegawa lægger – med interne japanske regeringsdokumenter som kilde – afgørende vægt på Sovjetunionens indtræden i krigen i sin bog Racing the enemy : Stalin, Truman, and the surrender of Japan (2005).
I The Atomic Bombs and the Soviet Invasion: What Drove Japan’s Decision to Surrender? (2007)citerer Tsuyoshi Hasegawa kejser Hirohito, der i sin egenskab af øverstkommanderende for de væbnede styrker den 17. august giver den formelle ordre til indstilling af kamphandlingerne med denne begrundelse: “Nu, hvor Sovjetunionen er trådt ind i krigen mod os, ….betyder en fortsættelse hjemme og oversøisk under de givne betingelser kun meningsløse lidelser for os selv og at selve fundamentet for kejserrigets eksistens er truet. Derfor og til trods for, at der stadig eksisterer en enorm kampvilje i den kejserlige flåde og hær, agter jeg at slutte fred med USA, Storbritannien og Sovjetunionen…” 
Atombomben nævnes ikke.
Derimod omtaler kejser Hirohito atombomben i sin tale til nationen den 15. august, japansk tid, men i overvejende grad rent 'en passant': "Derudover har fjenden taget en ny og grusom bombe i brug med en ufattelig ødelæggelseskraft..." 
Hasegawa (2007) citerer general Masakazu Kawabe, medlem af det centrale krigsråd, for følgende: ”Jeg var nok mere rystet over anvendelsen af atombomben end de fleste. Men fordi jeg havde mere kendskab til atomvåbnets natur end andre, var det min opfattelse, at USA næppe rådede over mange bomber. Derudover var vi blevet vant til bombardementer fra USA’s B-29’ere.” 
Kawabe sigter her til luftbombardementerne med konventionelle brandbomber af de japanske byer i foråret og sommeren 1945. Alene ved luftangrebet på Tokyo den 9. marts opgøres antallet af ofre til 185.000 (døde, sårede eller savnede). Kilde:United States Stratetic Bombing Survey, july 1946).

### Argumenter for angrebene
- I sommeren 45 udfoldede Japan store diplomatiske bestræbelser på at forhandle en fred med de allierede med Sovjetunionen som mægler. Selvom Japan sammen med Tyskland i 1936 havde indgået Antikominternpagten, der var vendt mod Sovjetunionen og de kommunistiske bevægelser, havde Japan og Sovjetunionen indgået en ikke-angrebspagt efter det japanske nederlag i Manchuriet i august 1939.[41]
- Japan var her villig til at give store indrømmelser, ikke mindst af de besatte områder, men kunne ikke gå ind på Cairo-erklæringen (december 1943)[42] og senere Potsdam-deklarationens krav om ubetinget overgivelse[43].Hasegawa (2005) og (2007). Se også mødet i Det Hvide Hus den 18. juni, reference nedenfor, hvor det drøftes at lempe på kravet om betingelsesløs overgivelse.
- Den 9. august 1945 indledte Sovjetunionen – i overensstemmelse med aftalerne indgået på Jaltakonferencen i februar [44] – en offensiv med 1,5 millioner mand i Manchuriet, der førte til en total kollaps af de japanske styrker udenfor øriget.[45]

- USA planlagde en invasion af den sydligste hovedø Kyushu den 1.november 1945. Et vigtigt dokument er her et møde i Det Hvide Hus mellem præsident Truman og en række militære ledere den 18. juni 1945.[46]. De militære ledere afstår fra en enig indstilling af de estimerede tab ved invasionen af Kyushu – "dertil er vores erfaringer fra Stillehavskrigen for forskelligartede". De tidligere realiserede tab i konfrontation med japanerne forelægges i stedet præsidenten. Det hedder blandt andet: "Det synes rimeligt at antage, at de første 30 dage i Kyushu ikke vil overstige den pris, som vi betalte for Luzon." Her var antallet af dræbte, sårede og savnede i følge samme dokument 31.000 amerikanere. Admiral Leahy angiver i det værst tænkelige scenarium med afsæt i erfaringerne fra Okinawa, at en tredjedel af invasionsstyrken kan gå tabt, men står forholdsvis alene med synspunktet. I et notat fra Joint War Plans Committee af 15. juni – JWPC 369/1 – anslås de samlede tab (dræbte, sårede og savnede) for invasion af de japanske hovedøer til mellem 130.000 og 220.000 amerikanske soldater, heraf 25.000-40.000 døde, afhængigt af hvor tidligt Japan kapitulerer – eller om man må kæmpe hele vejen til Tokyo[47]
- Tilhængere af bomben lægger især vægt på et brev af 12. januar 1953 fra (ex-)præsident Harry Truman til historikeren James Cate, hvori det hedder : " Jeg spurgte general Marshall, hvad det ville kræve i amerikanske liv at invadere de japanske hovedøer, herunder Tokyo. Det var hans opfattelse, at tabene (døde, sårede og savnede) ville være mindst en kvart million mand og måske helt op til en million – med tilsvarende tab for fjenden. De tilstedeværende officerer fra hæren og flåden erklærede sig enige..[48]. Kritikerne lægger vægt på, at Truman ikke angiver hvilket møde, der er tale om, og at der ikke findes primærkilder til dokumentation af påstanden[49][50]
- Historikeren Victor Davis Hanson har peget på den indædte modstand som japanerne gjorde, selv helt hen mod slutningen af krigen, uanset at deres muligheder for at vinde krigen var forsvindende små: I slaget om Okinawa omkom 12.000 amerikanske og 110.000 japanske soldater, blot 8 uger før krigens slutning. Og da Sovjetunionen den 8. august 1945 erklærede Japan krig og gennemførte et angreb under kodenavnet Operation August-storm, beordrede den japanske hær sine svækkede og dårligt udrustede enheder i Manchuriet til at kæmpe til sidste mand[kilde mangler]. Dette forhindrede dog ikke, at Sovjetunionen tog omkring 600.000 krigsfanger[51][52]. Generalmajor Masakazu Amanu var overbevist om, at de forberedelser han havde iværksat i starten af 1944 skulle kunne modstå ethvert allieret angreb på selve Japan med minimale tab[kilde mangler]. Japanerne ville ikke overgive sig uden videre, i kraft af deres traditionelle stoltheds- og æresbegreber; mange fulgte samuraiernes kodeks om at kæmpe til det absolut yderste [kilde mangler].
- Ved offensiven i Manchuriet i august 45, der involverede 1,5 millioner sovjetiske soldater og godt 1 million dårligt udrustede japanske soldater, var antallet af døde henholdsvis 12.000 og 84.000 – i Sovjetunionens favør. Den sovjetiske generalstab angives at være overrasket over, hvor svækkede de japanske styrker var i august 45. Selvom offensiven strakte sig over den japanske kapitulation – omkring den 14. august, der ikke blev forstået og/eller blev ignoreret i Manchuriet – indledtes først en effektiv våbenhvile omkring den 19. august og enkelte isolerede lommer af japanske styrker fortsatte kampen til den 21. august.[53][54]
- I midten af august nød de civile parlamentarikere stigende opbakning til deres synspunkter om at overgive sig og acceptere betingelserne i Potsdamkonferencen.
- Ifølge nogle japanske historikere [kilde mangler]så de civile ledere i atomangrebene en mulighed for at overbevise de militære ledere om nødvendigheden af at kapitulere. "Koichi Kido", som var en af kejser Hirohitos nærmeste rådgivere, har udtalt at "Vi i freds-partiet fik assistance af atombomben i vores indsats for at afslutte krigen"[55], og kabinetssekretær Hisatsune Sakomizu har kaldt bombningerne for "en enestående lejlighed sendt fra himlen, for Japan til at afslutte krigen". Ødelæggelsen af Hiroshima og Nagasaki gav fredsfortalerne chancen for at overbevise militæret om, at nok så meget mod, dygtighed og frygtløs kamp ikke ville kunne hjælpe Japan mod en atombevæbnet modstander. Akio Morita, der siden grundlagde virksomheden Sony, konkluderer også, at det var atombomberne og ikke konventionelle bomber fra B-29 Superfortress-flyene, der overbeviste det japanske militær om at gå ind for freden.
- Richard B. Frank[56] lægger i sin bog Downfall: The End of the Imperial Japanese Empire (New York 1999) afgørende vægt på atombombernes betydning for den japanske overgivelse, bl.a. med henvisning til, at efterretningerne om de japanske nederlag i Manchuriet nåede sent frem til Tokyo. Den japanske historiker Asada Sadao lægger sig tæt op af det synspunkt i The Shock of the Atomic Bomb and Japan's Decision to Surrender: A Reconsideration.[57]
- Tilhængere af bombningerne påpeger også, at det ikke var omkostningsfrit for japanerne at tøve med at overgive sig: Titusinder døde hver uge som en direkte eller indirekte følge af allierede luftangreb med konventionelle bomber, og de allieredes søminer og ubåde havde afskåret Japan fra at importere varer. Dertil var en bombekampagne mod Japans jernbanenetværk på vej, hvilket ville have afskåret den sydlige del af landet fra mad dyrket længere mod nord og sandsynligvis betydet en massiv hungersnød og masseflugt fra byerne[58][59]. Historikeren Daikichi Irokawa har anslået at omtrent ti millioner mennesker ville dø af sult [kilde mangler].
- Ved 2. verdenskrigs afslutning kunne hundrede tusinder af vestlige krigsfanger og indonesere befries fra japanske koncentrationslejre. Krigsafslutningen stoppede også japanske overgreb mod millioner af kinesere og koreanere.
- Tilhængere af bombeangrebene peger også på en ordre fra det japanske krigsministerium fra 1. august 1944, som krævede, at allierede krigsfanger i Japan, og dem var der 100.000 af[60], skulle henrettes – under visse betingelser[61]. Argumentet bygger imidlertid på en forfalskning – omend ofte refereret[62] – idet ordren lyder på: "1) Hvis et større oprør'' (blandt krigsfangerne) "ikke kan bekæmpes med håndvåben" og "2)...de undvegne krigsfanger vil kunne udgøre en fjendtlig militær styrke." ...så bekæmp dem med alle midler "...om nødvendigt med giftgas eller bombardementer."
- Som svar på argumenter om det inhumane i at slå så mange civile ihjel fremføres det, at den japanske regering førte en total krig, og beordrede mange af deres civile borgere, herunder kvinder og børn, til at arbejde i militære fabrikker og kontorer. Fader John A. Siemes, professor i moderne filosofi ved Tokyos Katolske Universitet og øjenvidne til atomangrebet på Hiroshima, skrev om dette spørgsmål, at "Det synes logisk for mig, at den som støtter total krig principielt ikke kan klage over krig mod civile"[63]. Dette moralsk funderede synspunkt modsiges dog juridisk af domstolen i Tokyo, der i 1963 underkender atombombernes overensstemmelse med krigens love. Det hedder[64]: "...Følgelig er det forkert at hævde, at sondringen mellem militære og ikke-militære mål ophæves med doktrinen om total krig."
- Nogle historikere [kilde mangler]hævder, at amerikanske militærplanlæggere ønskede at fremskynde krigsafslutningen for at hindre Sovjetunionen i at besætte dele af Japan.

### Argumenter imod angrebene
- Formelt underskriver Japan dokumenterne om betingelsesløs kapitulation den 2. september 1945[65] med de allierede, inklusive Sovjetunionen, som kontrahenter. Potsdam-deklarationens bestemmelse om ’med konsekvent retfærdighed at retsforfølge alle krigsforbrydere’.[66]– i samme sætning som at man tilkendegiver, at man ikke har noget ønske om at udslette Japan som nation eller japanerne som folk – blev af den japanske regering betragtet som en direkte trussel mod kejseren og dennes ukrænkelighed – ikke atypisk for monarkier, jævnfør den danske grundlovs paragraf 13[67] – og var i det væsentligste det eneste forbehold, som Japan havde i forbindelse med en fredsafslutning i sommeren 1945. Tsuyoshi Hasegawa (2005). Omkring den 10. august bløder Truman op på kravet om ’betingelsesløs overgivelse’ og underkender sin udenrigsminister Byrnes, der er en af regeringens hardlinere. I sin dagbog anfører Truman: " …drøftede det japanske tilbud om overgivelse. De havde et enkelt forbehold...De ønskede at beholde deres kejser. Vi fortalte dem, at de kan beholde ham, men på vores betingelser.”[68]General Douglas MacArthur, som efterfølgende repræsenterede den allierede besættelsesmagt af Japan, indrømmede kejser Hirohito og dennes familie immunitet ved den efterfølgende krigsforbryderdomstol i 1946[69]. Flere kilder, blandt de mest prominente Herbert P. Bix[70], mener, at den japanske kejser spillede en aktiv rolle i krigen og næppe ville være frikendt, hvis skyldsspørgsmålet om hans ansvar for krigsforbrydelser[71] var prøvet ved en domstol. Blandt japanske kilder kan nævnes, at Japans – ikke ubetydelige – kommunistiske parti, der havde været forbudt indtil krigens afslutning, i november 45 kræver kejserens abdikation blandt andet med henvisning til hans ansvar for en række krigsforbrydelser[72]

På den baggrund – at den faktiske fredsslutning og efterfølgende besættelse af det japanske ørige imødekom de japanske forbehold mod en betingelsesløs overgivelse – kan atombomberne mod Hiroshima og Nagasaki synes særligt meningsløse.
- At Potsdams erklæringens krav om ubetinget overgivelse af 26. juli, aften europæisk tid, ikke var underskrevet af Sovjetunionen, men kun af USA, Storbritannien og Kina[73] gav ifølge nogle historikere[74] Japan et berettiget håb om, at Sovjetunionen kunne holdes ude af krigen. Sovjetunionen blev ikke – mod egen forventning – taget med på råd i sluterklæringens ordlyd vedrørende Japans betingelsesløse overgivelse. Så sent som den 25. juli havde Japan anmodet om at få en diplomatisk delegation til Moskva med prins Konoe i spidsen med henblik på fredsforhandlinger. Sovjetunionen havde – til Trumans store tilfredshed[75] – svaret henholdende på alle japanske ’fredsfølere’, men manglede en anledning til at bryde neutralitetspagten. Det gjorde man så alligevel med en krigserklæring den 8. august[76] – og den 9. august buldrede 1,5 millioner sovjetiske soldater ind i det japansk besatte Manchuriet og tilintetgjorde ethvert japansk håb om, at Sovjetunionen ved diplomatisk snilde kunne holdes ude af konflikten og tillade frigørelsen af store japanske styrker i forsvaret af det japanske ørige[77].

- Manhattan Project blev startet som et modtræk mod Nazi-Tysklands atombombeprojekt, så da tyskerne havde kapituleret, mente mange af de videnskabsfolk der havde bidraget til bombens konstruktion, herunder Albert Einstein, at USA ikke skulle være de første til at bruge dette våben. Leó Szilárd, som spillede en væsentlig rolle i udviklingsarbejdet, fremførte[78], at hvis det havde været tyskerne og ikke amerikanerne, der havde atombombet en storby, ville man have kaldt det en krigsforbrydelse, og de ansvarlige tyskere ville være blevet dømt til døden ved Nürnberg-processen.
- I juni 1945 argumenterede en gruppe af videnskabsmænd for at demonstrere bombens ødelæggelseskraft uden tab af menneskeliv ved at lade den detonere over et øde, ubeboet område begrundet i en frygt for, at USA ville blive udsat for international fordømmelse og i frygten for at starte et nyt våbenkapløb.[79]. Synspunktet modsiges i et svar til præsidenten af en anden gruppe af videnskabsmænd, der blandt andet består af J. Robert Oppenheimer[80]
- I et brev af 1. september 1939 til de krigsførende europæiske lande fordømmer præsident Roosevelt i et meget kraftfuldt sprog "luftbombardementer af ubeskyttede befolkningscentre" og kræver en "øjeblikkelig tilkendegivelse" fra de respektive landes regeringer om, at deres væbnede styrker "under ingen omstændigheder vil gennemføre luftbombardementer af civilbefolkninger og ubeskyttede byer"[81].
- Den fulde ødelæggelseskraft af atombomberne blev næppe forstået af nogen primo august 1945[82]. Da præsident Harry S. Truman, der kun havde været i embedet i nogle få måneder, den 10. august blev bekendt med virkningerne af angrebet på Hiroshima i form af foto og rapporter, skulle han på et kabinetsmøde ifølge handelsminister Henry A. Wallace have sagt om en 3. bombe: ”Tanken om at udslette andre 100.000 mennesker er for frygtelig….alle de børn!”.[83]Nedkastningen af den 3. bombe blev udsat til tidligst den 20. august og måtte kun ske efter præsidentens udtrykkelige ordre[84][85]
- I et civilt søgsmål anlagt af nogle af Hiroshimas ofre i Tokyo, fastslår domstolen ved sin afgørelse i 1963, at bomben ikke var i overensstemmelse med krigens love.[86]
- General Curtis LeMay havde ansvaret for de konventionelle luftbombardementer af Japan, der langt overgik atombomberne i styrke. I dokumentarfilmen The Fog of War[87], citerer Robert McNamara – der senere tjente som forsvarsminister under præsidenterne Kennedy og Johnson – sin daværende chef LeMay for at have sagt: Hvis vi taber krigen, bliver vi stillet for en krigsforbryderdomstol. McNamara tilføjer for egen regning : Ja, han og jeg var krigsforbrydere. I filmen gør McNamara sig til talsmand for et synspunkt om proportionalitet i krigen – mellem mål og midler.
- Nogle hævder at japanerne i praksis allerede var slået i krigen inden atomangrebene, som dermed forekommer unødvendige. I juli 1945 frarådede general Eisenhower krigsminister Henry L. Stimson at bruge bomben[88]. Den øverstkommanderende i Stillehavskrigen, general Douglas MacArthur, blev ikke taget med på råd, men sagde efter krigen, at han ville have frarådet brugen af atombomben, hvis han var blevet spurgt. "Der var ingen militær begrundelse for at smide bomben. Krigen kunne være afsluttet flere uger før, hvis USA havde accepteret – som vi jo alligevel gjorde senere – den kejserlige institutions fortsættelse.".[89] Andre ledende personer frarådede eller beklagede efterfølgende brugen af atombomberne. Det gælder den republikanske leder og tidligere præsident Herbert Hoover, admiral William D. Leahy, sikkerhedsrådgiverne Lewis Strauss og Paul Nitze[90]
- Efter Japans kapitulation blev hundredvis af landets civile og militære ledere forhørt, og rapporten fra disse forhør konkluderer at japanerne med sikkerhed ville have kapituleret inden udgangen af 1945, sandsynligvis allerede inden 1. november, også selv om atomangrebene ikke var blevet brugt imod dem. Det er den konklusion, United States Strategic Bombing Survey i juli 1946 når frem til og som er refereret ovenfor[91].
- Andre hævder at Japan mindst to måneder inden atomsprængningerne havde forsøgt at kapitulere under visse betingelser, men at amerikanerne afviste tilbuddet og insisterede på en kapitulation uden betingelser. Mens mange japanske diplomater var for kapitulationen, insisterede den militære ledelse på et afgørende slag på den japanske ø Kyushu, i håb om at kunne "sælge sig selv dyrt" ved en fredsforhandling derefter. Amerikanerne havde knækket japanernes kodesystem for kryptering af hemmelige meddelelser og kendte derigennem til det alt sammen, herunder til de japanske 'fredfølere' til Moskva i juni og juli 45. Så sent som den 9. august (dagen hvor Nagasaki blev ramt) var de øverste instanser stadigvæk i tvivl; man var enige om at insistere på at bevare kejserstyret, men "høgene" stillede krav imod en amerikansk besættelse af Japan og imod retssager mod krigsforbrydere. Først da Kejseren greb ind, blev beslutningen om betingelsesløs kapitulation truffet, og selv derefter var der kræfter der med et militærkup forsøgte at omgøre beslutningen.
- Nogle har fremført argumentet, at da Sovjetunionen erklærede Japan krig den 8. august havde Japan al mulig grund til at overgive sig til USA og acceptere betingelserne i Potsdam-deklarationen (plus Japans eget krav angående Kejseren) hurtigst muligt. Japanernes beslutning om kapitulation faldt før de blev klar over omfanget af det sovjetiske angreb på Manchuriet, Sakhalin og Kurilerne, men var krigen fortsat, ville Sovjetunionen have haft tid til at besætte Hokkaido længe inden en vestallieret invasion på Kyushu. Sovjetunionens territoriale krav på Japan var aftalt på Yalta i februar og bestod i det væsentligste af en tilbageføring til tiden før den Japansk-Russiske krig i 1904[92].
- Andre kilder hævder, at atombomberne ikke var årsagen til kapitulationen, men at Sovjets indtræden i krigen var afgørende – ikke alene af militære, men især af politiske grunde. En hurtig kapitulation ville sikre minimal sovjetisk indflydelse i efterkrigstidens Japan. Tsuyoshi Hasegawa er nok den største eksponent for det synspunkt.
- Mange kritikere mener, at USA havde skjulte motiver til at gennemføre angrebene, herunder at retfærdiggøre de 2 milliarder dollars der var brugt på Manhattanprojektet, ønsket om at afprøve bomben, at tage hævn for angrebene på Pearl Harbor og at demonstrere USA's nye våben over for Sovjetunionen. Forskere, der har arbejdet på projektet, har senere fortalt, at de var under pres for at færdiggøre bomben efter en fastlagt tidsplan — en tidsplan der var tilrettelagt, så bomben ville komme omtrent samtidig med Sovjetunionens eget angreb på Japan, og at krigen muligvis ville slutte meget hurtigt. Argumentet om at USA skulle have et ønske om at demonstrere sit nye våben overfor Sovjet, er imidlertid meget spekulativt – og svagt funderet[93]. Tværtimod var det vigtigt for USA, at Sovjetunionen trådte ind i krigen mod Japan som lovet på Yalta i februar. Præsident Harry S. Truman anfører: "...en af de vigtigste grunde til, at jeg tog til Potsdam var at få Stalins personlige forsikring om, at Sovjetunionen ville gå ind i krigen mod Japan – et spørgsmål af største vigtighed for vore militære ledere. Det fik jeg – allerede på konferencens første dag." [94]
- Nogle fremfører, at mere kunne være gjort for at minimere tabet af menneskeliv ved angrebet, og argumenterer videre, at dette ikke ville hindre det, der var formålet med bomben. Men der er ikke noget bevis for at befolkningen forinden blev advaret, for eksempel med flyveblade, imod de kommende angreb. Tværtimod besluttede den ansvarlige komité ikke at udsende nogen forudgående advarsel. Først efter Hiroshimas bombning truede Truman Japan med en hidtil uset regn af ødelæggelse hvis ikke de omgående accepterede USA's krav. Den 8. august fik japanerne en advarsel med flyveblade og gennem Radio Saipan, om end Nagasaki først fik flyveblade om angrebene den 10. august.
- Nagasaki blev bombet blot tre dage efter Hiroshima. Den amerikanske (fiktions-)forfatter og krigsveteran Kurt Vonnegut – som i tysk krigsfangenskab oplevede bombardementet af Dresden på nærmeste hold – siger i et interview i 2003: " Hiroshima kan have haft en militær begrundelse, men atombomben over Nagasaki er den mest modbydelige handling, som dette land nogensinde har begået, næst efter slaveriet."[95]. I The Daily Show, april 2009, kalder værten, Jon Stewart, Hiroshima for en forbrydelse – og Truman for en krigsforbryder. Formodentlig på grund af sit kontroversielle indhold blev den del af programmet aldrig sendt, men fraklippet[96] fik hurtigt sit eget liv på nettet – og affødte en heftig debat i medierne[97]. Den 30. april 2009 undskylder Jon Stewart[98].

#### Dehumanisering
Historikeren James J. Weingartner ser en forbindelse mellem Amerikansk lemlæstelse af japanske krigsofre (en) og bombningerne. Ifølge Weingartner var begge delvist resultatet af en dehumanisering af fjenden. "[D]et udbredte billede af japanerne som undermennesker udgjorde en følelsesmæssig kontekst, der gav en yderligere retfærdiggørelse for beslutninger, som resulterede i hundredtusindvis af dødsfald." Den anden dag efter bombningen af Nagasaki udtalte præsident Truman: "Det eneste sprog, de ser ud til at forstå, er det, vi har brugt til at bombe dem. Når man har med et dyr at gøre, må man behandle det som et dyr. Det er yderst beklageligt, men ikke desto mindre sandt."

#### Intimidere Sovjet
I 2003 udtalte Nelson Mandela, som modsatte sig Apartheid i Sydafrika, følgende om bombningerne af Hiroshima og Nagasaki.
For 57 år siden, da Japan var i tilbagetog på alle fronter, besluttede de (USA) at kaste atombomben over Hiroshima og Nagasaki. De dræbte mange uskyldige mennesker, som stadig lider under virkningerne af disse bomber. Disse bomber var ikke rettet mod japanerne. De var rettet mod Sovjetunionen. For at sige: se, dette er den magt, vi har. Hvis I tør modsætte jer det, vi gør, er dette, hvad der vil ske med jer. Fordi de er så arrogante, besluttede de at dræbe uskyldige mennesker i Japan, som stadig lider under det.
Afslutningsvist må det konstateres, at diskussionen om atombombernes betydning og lovlighed har været heftig, både blandt lærde og mindre lærde, siden de blev kastet, og må påregnes at fortsætte mange år endnu. Se også Stillehavskrigen.

## Offentlig opinion

### I USA
Pew Research Center gennemførte en undersøgelse i 2015, som viste, at 56 % af amerikanerne støttede atombomberne over Hiroshima og Nagasaki, mens 34 % var imod. Undersøgelsen fremhævede forskelle mellem generationer: blandt amerikanere over 65 år var støtten 70 %, mens den kun var 47 % blandt de 18-29-årige. Politisk orientering spillede også en rolle; 74 % af republikanere støttede bombningerne sammenlignet med 52 % af demokraterne.
Der var også forskelle i støtte og modstand afhængigt af etnisk gruppe. Ifølge en undersøgelse fra CBS News støttede 49 % af hvide amerikanere atombombningerne, mens kun 24 % af ikke-hvide amerikanere gjorde det.
Amerikansk opbakning til bombningerne er faldet markant siden 1945, hvor en Gallup-måling viste 85 % støtte og kun 10 % modstand. 45 år senere, i 1990, viste en ny Gallup-undersøgelse 53 % støtte og 41 % modstand. En Gallup-måling fra 2005 viste lignende resultater som Pew Research Centers 2015-undersøgelse: 57 % støtte og 38 % modstand. Selvom dataene fra Pew og Gallup viser en tydelig nedgang i støtten over det seneste halve århundrede, har politologer fra Stanford gennemført forskning, der støtter hypotesen om, at amerikanernes støtte til brug af atomvåben ville være lige så høj i dag som i 1945, hvis en tilsvarende nutidig situation opstod.
I en undersøgelse fra 2017 foretaget af politologerne Scott D. Sagan og Benjamin A. Valentino blev respondenter spurgt, om de ville støtte brugen af atomvåben i en hypotetisk situation, hvor 100.000 iranske civile blev dræbt, i stedet for en invasion, der ville koste 20.000 amerikanske soldater livet. Resultaterne viste, at 59 % af amerikanerne ville godkende et atomangreb i en sådan situation. Dog viste en Pew-undersøgelse fra 2010, at 64 % af amerikanerne støttede Barack Obamas erklæring om, at USA ville afholde sig fra at bruge atomvåben mod lande, der ikke selv havde dem.

### I andre lande
Atombomberne diskuteres ofte ud fra synspunktet, at de reducerede antallet af soldater, der døde, men dette afspejler et amerikansk perspektiv; i andre lande debatteres emnet ofte ud fra helt andre synsvinkler.

#### Japan
I en undersøgelse fra 2015 sagde 79% af japanerne, at bombningerne ikke kunne retfærdiggøres, mens 14% mente, at de kunne.
Selvom det var den japanske militærmagt, der startede Stillehavskrigen, støttede selv dem, der var kritiske over for militæret, ikke nødvendigvis atombomberne. Shigeru Yoshida og Jiro Shirasu var begge kendt for at være imod krigen og for at være i konflikt med militæret under Stillehavskrigen. Efter Anden Verdenskrig opnåede de stor popularitet blandt den japanske befolkning.
GHQ pressede den japanske side til at oversætte deres engelsksprogede udkast til den nye forfatning til japansk på blot få dage. Det siges, at de brugte ordet "atomic" – et tabu i Japan på det tidspunkt – til at skræmme dem til at fremskynde processen, idet de åbenlyst sagde: "We have been enjoying your atomic sunshine." Da Yoshida hørte dette, blev han rasende, stampede i gulvet og råbte: "Hvad fanden var det?!" Han svarede sarkastisk: "GHQ står for Go Home Quickly!" – en følelse, som Jiro Shirasu efter sigende delte.

#### Europæiske lande
I en undersøgelse fra 2016 sagde 41% af britiske respondenter, at bombningerne var den forkerte beslutning, mens 28% mente, det var den rigtige.
Alex Wellerstein, atomhistoriker ved Stevens Institute of Technology, siger, at mens nationer invaderet af Japan generelt støttede atombombningen, har europæere generelt et mere køligt syn. Europæere er forbløffede over, at flertallet af amerikanere mener, at atombomberne over Hiroshima og Nagasaki var berettigede og moralsk korrekte.
En international undersøgelse fra 2025, gennemført i seks vestlige lande, afslørede markante forskelle i offentlighedens holdninger til den moralske retfærdiggørelse af atombomberne over Hiroshima og Nagasaki. I europæiske lande mente flertallet, at bombningerne ikke var moralsk berettigede – 81% i Tyskland, 78% i Italien, 75% i Spanien, 57% i Frankrig og 50% i Storbritannien. I modsætning hertil var den amerikanske opinion mere delt: 38% mente, at bombningerne var moralsk retfærdiggjorte, 35% sagde nej, og 26% var usikre. Resultaterne understreger en varig forskel i synspunkter mellem Europa og USA om brugen af atomvåben under Anden Verdenskrig.

#### Asiatiske lande
I Filippinerne ses atombomberne over Hiroshima og Nagasaki ofte som en medvirkende årsag til afslutningen af Anden Verdenskrig og dermed også afslutningen på den japanske besættelse. Der findes dog også et kritisk perspektiv på grund af landets historie som amerikansk koloni. Philippine-American War (1899–1902) og begivenheder som Balangiga Massacre samt general Jacob H. Smiths berygtede ordre om at "dræbe alle over ti år" fremkalder en negativ opfattelse af amerikansk imperialisme. Som følge heraf ser nogle filippinere USA som befriere, mens andre ser det som en aggressor på linje med Japan, hvilket afspejler den komplekse arv af amerikansk indflydelse.
I Sydkorea antydes det ofte, at atombomberne bidrog til Koreas uafhængighed. Dog var Korea på det tidspunkt under japansk kolonistyre, og mange koreanere var immigranter eller krigsarbejdere i Japan. Det anslås derfor, at titusindvis af koreanere var blandt Hibakusha — ofrene for atombomberne. Denne fortælling om afkolonisering overser dog ofte de faktiske koreanske ofre – dem, der blev dræbt eller udsat for stråling under angrebene. Koreanske hibakusha har udtrykt kritik både mod Japan og USA. Jeon Wonsul, præsident for Korean Atomic Bomb Victims Association, udtalte: "Det var USA, der kastede atombomben, og Japan, der startede krigen. Der er gået 78 år, men hverken USA eller Japan har undskyldt eller sagt noget om det." Forskellene i holdninger til atombomberne var en barriere for forståelsen mellem sydkoreanere og Zainichi-koreanere.
I Vietnam, på grund af landets tilknytning til Sovjetunionen under den kolde krig, er den officielle regeringsholdning, at det var Sovjetunionens indtræden i krigen – ikke atombomberne – som bragte Stillehavskrigen til ende. Dog hævder enkelte stemmer, såsom Nguyễn Chí Thiện, at atombomberne var den afgørende faktor for Japans overgivelse.
På den anden side kritiseres atombomberne over Hiroshima og Nagasaki også bredt. Instituttet for militær sociale videnskaber og humaniora under Vietnams forsvarsministerium har udgivet artikler, der beskriver brugen af Agent Orange under Vietnamkrigen som kemisk krigsførelse og diskuterer dens grusomhed sammen med atombomberne.

#### Lande i konflikt med USA
Holdningen er også meget negativ i lande, der er i diplomatisk konflikt med USA. I 1959 sagde Che Guevara, da han besøgte Hiroshima: "Bliver I japanere aldrig vrede over de overgreb, som USA har påført jer?" Irans øverste leder Ali Khamenei sagde: "USA kastede en atombombe over byen Hiroshima i august 1945 og myrdede 100.000 mennesker på et øjeblik. En sådan hegemonisk hær viser tydeligt, at USA er moralsk bankrot, ateistisk og gudløs."
I 2009 udtalte Venezuelas præsident Hugo Chávez ved en fælles pressekonference med Irans præsident Mahmoud Ahmadinejad:
"Det er dem (USA), der har atombomberne, og husk, at Yankee-imperialisterne kastede bomber over Hiroshima og Nagasaki". Han sagde også, at USA burde undskylde for at have kastet atombomber over Japan ved afslutningen af Anden Verdenskrig.

## Negativ indvirkning på USA’s militær- og udenrigspolitik
Den franske forfatter og økonom Frédéric Saint Clair påpegede, at atombomberne over Hiroshima og Nagasaki blev indprentet i den amerikanske militærstrategi som en "succesfuld erfaring," hvilket fik USA til at handle ud fra den fejlagtige antagelse, at "at undertrykke fjenden med magt" ville være effektivt i senere krige — såsom Vietnamkrigen og Irakkrigen — hvilket har medført langsigtede negative konsekvenser.
Begivenhederne den 6., 9. og 10. august 1945 understøtter tesen om, at amerikanske militarister har haft disse i tankerne – og fortsat har genoplivet dem gennem årtierne. Alligevel findes der mange modeksempler. Katastrofen ved Grisebugten i 1961. Det rungende fiasko ved Vietnamkrigen, 1955 til 1975. Den uendelige krig i Afghanistan, startet efter begivenhederne den 11. september 2001. Fiaskoen ved Irakkrigen, som begyndte i 2003, på trods af USA’s “sejr” og diktatorens fald – hvis man tager i betragtning det kaos, som har hersket i regionen lige siden. Og dette er ikke en udtømmende liste.
Det var også den amerikanske historiker af moderne Japan, John Dower, som påpegede, at USA’s positive fremstilling af sin besættelse af Japan og atombomberne senere fik negative konsekvenser. Han argumenterede for, at Japan sandsynligvis ville have overgivet sig uden en amerikansk invasion – så længe USA havde accepteret kejserens fortsatte eksistens, hvilket de til sidst gjorde.
Dower kritiserede også Bush-administrationen for at promovere Japan som et succesfuldt eksempel på demokratisering i en ikke-vestlig kontekst. Han påpegede, at dette ikke blot ignorerede de fortsatte og ofte kontroversielle debatter i Japan om besættelsesperioden, men også ikke anerkendte de store forskelle mellem Japan og Irak. På trods af disse forskelle forsøgte administrationen at bruge Japan som et modeltilfælde.
Som eksempel nævnte Dower, at Japan allerede havde gennemgået demokratiske udviklinger, såsom vedtagelsen af Meiji-forfatningen efter Meiji-restaurationen og Taisho-demokratiet. Han understregede også Japans geografiske isolation som en ø-nation, dets lange historie med fælles identitet og den relative mangel på dybe samfundsmæssige splittelser baseret på religion eller etnicitet.
Denne tendens fortsatte ind i 2024, hvor Lindsey Graham argumenterede for, at eftersom USA kastede to atombomber over Japan ved afslutningen af Anden Verdenskrig, burde Israel også bruge alle slags bomber i Gazastriben. Alex Lo, en kommentator baseret i Hongkong, skrev, at den amerikanske herskende elite er ved at miste besindelsen, idet de bringer ét amerikansk krigsforbrydelse eller folkemord op efter det andet for at retfærdiggøre det israelske folkemord. Tim Walberg og Randy Fine delte også samme synspunkt og kom med lignende udtalelser.